# توکاخندان بال‌زرین
توکاخندان بال‌زرین، توکاخندان بال‌طلایی یا توکاخندان زربال‌ (نام علمی: Trochalopteron ngoclinhense) گونه‌ای از پرندگان تیرهٔ توکایان خندان (Leiothrichidae) و بومی کوه Ngọc Linh (جنوب غربی ویتنام) است.
زیستگاه طبیعی آن جنگل‌های کوهستانی نمناک نیمه‌گرمسیری یا گرمسیری است. از دست دادن زیستگاه آن را تهدید می‌کند.